# Essostrutha laeta
Essostrutha laeta là một loài bọ cánh cứng trong họ Cerambycidae.